# 土沢バイパス
土沢バイパス（つちざわバイパス）は、岩手県花巻市を通る国道283号および国道456号のバイパス道路。

## 概要
花巻市・旧東和町中心部における幅員狭小箇所解消のために建設された片側1車線のバイパス。国道は旧ルートの南側を通っている。

### 路線データ
- 起点：花巻市幸田字六本木
- 終点：花巻市東和町東晴山字湯沢野
- 途中交差する道路：
  - 岩手県道39号北上東和線&岩手県道43号盛岡大迫東和線（花巻市東和町安俵・東和病院前十字路）
  - 国道456号・江刺方面（花巻市東和町土沢字前郷）